# Colin Firth
Colin Andrew Firth, CBE, angleški filmski, televizijski in gledališki igralec, * 10. september 1960, Grayshott, Hampshire, Anglija, Združeno kraljestvo.
Colin Firth je pozornost javnosti pritegnil v devetdesetih z vlogo g. Darcyja v televizijski upodobitvi romana Jane Austen, Prevzetnost in pristranost, ki se je predvajala leta 1995. Leta 2011 je dobil oskarja v kategoriji za »najboljšega igralca« za svojo upodobitev kralja Jurija VI. v filmu Kraljev govor. Za svoj nastop v tem filmu je prejel tudi zlati globus, nagrado BAFTA ter nagrado Screen Actors Guild Award v tej kategoriji. V prejšnjem letu je bil nominiran za oskarja v kategoriji za »najboljšega igralca« za svoj nastop v filmu Samski moški, za katerega je bil nagrajen tudi z nagrado BAFTA.
Colin Firth je poleg zgoraj navedenega zaigral tudi v filmih, kot so Angleški pacient (1996), Zaljubljeni Shakespeare (1998), Dnevnik Bridget Jones (2001), Pravzaprav ljubezen (2003) in Mamma Mia! (2008). Leta 2011 je prejel svojo zvezdo na Hollywood Walk of Fame.

## Zgodnje življenje
Njegova mama, Shirley Jean (rojena Rolles), je bila učiteljica primerjalnih religij na winchesterskem kolidžu kralja Alfreda (danes univerza Winchester), njegov oče, David Norman Lewis Firth, pa je bil učitelj zgodovine na tej isti šoli ter izobraževalni častnik nigerske vlade. Colin Firth ima sestro po imenu Kate ter mlajšega brata, ki mu je ime Jonathan in je, tako kot on, igralec. Njegovi starši so bili vzgojeni v Indiji, saj so bili starši njegove mame kongregationalistični misionarji, starši njegovega očeta pa anglicistični duhovniki, ki so delovali tudi kot misionarji. Del svojega otroštva je Colin Firth preživel tudi v Nigeriji, kjer je njegov oče poučeval.
Do enajstega leta je Colin Firth živel v St. Louisu, Missouri. Nato se je šolal na srednji šoli Montgomery Alamein (danes kraljeva šola), celoviti državni šoli v Winchesterju, Hampshire, kasneje pa še na kolidžu Bartona Peverila v Eastleighu, Hampshire. Medtem ko se je šolal na kraljevi šoli je Colin Firth želel igrati kitaro, vendar je njegova šola kitaro in saksofon obravnavala kot »neresna inštrumenta« in dejali so mu, naj raje igra na trobila. Takrat je začel hoditi na učne ure igranja v center drame v Londonu.

## Kariera

### Zgodnja kariera (1983–1994)
Leta 1983 je Colin Firth začel s svojo igralsko kariero, in sicer z vlogo Guyja Bennetta v z več nagradami nagrajeni londonski gledališki igri Druga dežela. Leto pozneje je posnel svoj filmski prvenec, upodbitev te igre, kjer pa je prevzel vlogo Tommyja Judda (poleg Ruperta Everetta, ki je zaigral Guyja Bennetta). Leta 1986 je poleg sira Laurencea Olivierja zaigral v televizijski upodobitvi romana Lost Empires J. B. Priestleyja, nato pa je leta 1987 poleg Kenneth Branagh zaigral v filmski verziji romana J. L. Carra, A Month in the Country. Leta 1989 je zaigral glavno vlogo v filmu Valmont ter eno izmed glavnih vlog v filmu Apartment Zero. Colin Firth je skupaj z Timom Rothom, Garyjem Oldmanom, Bruceom Payneom in Paulom McGannom postal eden izmed mladih britanskih igralcev, ki so sestavljali igralsko skupino »Brit Pack«.

### Preboj (1995–2009)
Leta 1995 je kanal BBC začel s televizijsko upodobitvijo romana Jane Austen, Prevzetnost in pristranost, s katero se je baza oboževalcev Colina Firtha povečala. Serija je uživala v velikem mednarodnem uspehu, Colin Firth pa je zaslovel kot »lomilec src« zaradi svoje vloge g. Fitzwilliama Darcyja. Nastop, v katerem se je v seriji po plavanju pojavil v mokri majici, naj bi navdihnil lik simpatije knjižnega lika Bridget Jones (ustvarila jo je Helen Fielding), Marka Darcyja, ki je bil vključen v oba romana o novinarki. V drugem romanu, Bridget Jones: Na robu pameti, se Bridget Jones in Mark Darcy srečata v Rimu. Ko so posneli filmske upodobitve romanov, so za vlogo Colina Firtha po naključju izbrali Marka Darcyja. Poleg tega je v film Vražje punce iz Sv. Triniana vključen tudi pes, imenovan g. Darcy, ki ga lik Colina Firtha po nesreči ubije.
Colin Firth je zaigral stransko vlogo v romantični komediji Angleški pacient (1996) poleg Ralpha Fiennesa, Juliette Binoche in Kristin Scott Thomas, od takrat pa je zaigral še v filmih, kot so Fever Pitch (1997) poleg Marka Stronga in Ruth Gemmell, Zaljubljeni Shakespeare (1998) poleg Josepha Fiennesa, Geoffreyja Rusha in Gwyneth Paltrow, Relative Values (2000) poleg Julie Andrews in Williama Baldwina, Dnevnik Bridget Jones (2001) poleg Renée Zellweger in Hugha Granta ter nadaljevanju filma, Bridget Jones: Na robu pameti (2004), Važno je imenovati se Ernest (2002) poleg Ruperta Everetta, Frances O'Connor in Reese Witherspoon, Pravzaprav ljubezen (2003) poleg Keire Knightley, Hugha Granta, Emme Thompson, Alana Rickmana in Sienne Guillory, Kar si dekle želi (2003) poleg Amande Bynes in Kelly Preston, Hope Springs (2003) poleg Minnie Driver in Heather Graham, Dekle z bisernim uhanom (2003) poleg Scarlett Johansson in Cilliana Murphyja, Varuška McPhee (2005) poleg Emme Thompson in Angele Lansbury, Gola resnica (2005) poleg Kevina Bacona in Alison Lohman, Nato me je našla (2007) poleg Helen Hunt in Matthewa Brodericka, Poslednja legija (2007) poleg Aishwarye Rai, Se spominjaš očeta? (2008) poleg Jima Broadbenta in Juliet Stevenson, filmski upodobitvi gledališke igre Mamma Mia! poleg Meryl Streep, Amande Seyfried, Piercea Brosnana, Christine Baranski, Julie Walters in Stellana Skarsgårda ter Krhke vrednote (2008) poleg Jessice Biel, Bena Barnesa in Kristin Scott Thomas, ki se je premierno predvajal na rimskem filmskem festivalu in je prejel odlične ocene s strani filmskih kritikov. Leta 2008 je zaigral tudi v filmu Genova, ki se je premierno predvajal na filmskem festivalu v Torontu.
V tistem času je zaigral tudi v različnih televizijskih serijah, kot sta seriji Donovan Quick (izpopolnjena verzija romana Don Kihot) (1999) in Conspiracy (2008), za nastop v kateri je prejel nominacijo za emmyja. Leta 1999 je Colin Firth zaigral Williama Shakespearea v komični televizijski specijalki Blackadder: Back & Forth. Edmund Blackadder naleti na njegov lik, ko slednji dela na drami Macbeth in ga prosi, da namesto njega napiše scenarij za dramo, nato pa ga udari in reče: »To je za vse šolarke in šolarje naslednjih 400 let!« Istega leta se je pojavil v gledališki igri Three Days of Rain, kjer je zaigral lik Neda/Walkerja, v naslednjih letih pa je zaigral še v gledaliških igrah The Caretaker, Desire Under the Elms in Chatsky. Leta 2004 je poleg glasbene gostje Norah Jones gostil oddajo Saturday Night Live.
Leta 2007 je Colin Firth produciral dokumentrani film svoje žene, Livie Giuggioli, In Prison My Whole Life. Film govori o sojenju in dokazih, uporabljenih proti političnemu aktivistu Mumii Abu-Jamalu, ki je bil obsojen na dosmrtno kazen zaradi uboja policista iz Filadelfije, Daniela Faulknerja.
Leta 2009 je Colin Firth zaigral v filmu Božična pesem, filmski upodobitvi istoimenskega romana Charlesa Dickensa, kjer je zaigral optimističnega nečaka Ebenezerja Scroogea (Jim Carrey), Freda. Na 66. beneškem filmskem festivalu je bil nagrajen s pokalom Volpi v kategoriji za »najboljšega igralca« za svojo vlogo v filmu Toma Forda, Samski moški (2009), kjer je zaigral profesorja na kolidžu, ki se sooča z žalovanjem ob smrti svojega dolgoletnega partnerja. Ta film je bil režiserski prvenec ameriškega modnega oblikovalca Toma Forda. S to vlogo je Colin Firth do takrat prejel najboljše ocene s strani filmskih kritikov, nominiran pa je bil tudi za oskarja, zlati globus, nagrado Screen Actors Guild Award, nagrado BAFTA in nagrado BFCA; februarja 2010 je prejel nagrado BAFTA v kategoriji za »najboljšega igralca v glavni vlogi«.

### Kraljev govorin zdajšnji projekti (2010 - danes)
Leta 2010 je Colin Firth poleg Helene Bonham Carter, Jennifer Ehle in Geoffreyja Rusha v filmu Kraljev govor zaigral princa Alberta, vojvodo Yorka/kralja Jurija VI.. Film govori o težavah kralja Jurija VI. z jecljanjem, s katerimi se sooča ravno, ko postaja kralj in ob začetku 2. svetovne vojne. Na mednarodnem filmskem festivalu v Torontu je film požel velik uspeh. Tam se je film namreč premierno predvajal ravno na 50. rojstni dan Colina Firtha, zaradi česar je izid filma označil za »najboljše darilo za 50. rojstni dan«. 16. januarja 2011 je prejel zlati globus v kategoriji za »najboljši nastop igralca v dramskem filmu« za svoj nastop v filmu Kraljev govor, 30. januarja 2011 pa še nagrado Screen Actors Guild v kategoriji za »najboljšega moškega igralca«.
13. januarja 2011 je Colin Firth prejel 2.429. zvezdo na Hollywood Walk of Fame.
Februarja 2011 je Colin Firth prejel nagrado v kategoriji za »najboljšega igralca« na 64. podelitvi nagrad BAFTA. 27. februarja tistega leta je prejel tudi oskarja v kategoriji za »najboljšega igralca« za svoj nastop v filmu Kraljev govor.
Leta 2011 je Colin Firth sodeloval z univerzo v Londonu pri študiji merjenja razlike v obsegu različnih regijah možganov med konservativci in liberalci, rezultati pa so pokazali, da imajo konzervativci večjo prostornino amigdale, liberalci pa imajo večjo prostornino sprednjega cingulusnega korteksa.
Colin Firth se bo leta 2012 pojavil v filmski upodobitvi romana Johna Le Carréja, Tinker, Tailor, Soldier, Spy, ki jo bo režiral Tomas Alfredson, v njej pa bodo zaigrali še Ralph Fiennes, Gary Oldman in Tom Hardy. Maja 2011 je Colin Firth pričel s snemanjem filma Gambit, ki sta ga napisala Joel Coen in Ethan Coen, režiral Michael Hoffman, v njem pa bo zaigrala tudi Cameron Diaz.
Colin Firth je tudi član porote digitalnega studia Filmaka, ki neodkritim filmskim ustvarjalcem daje možnost, da svoje delo prikažejo profesionalcem v industriji.

### Pisanje
Prvo objavljeno delo Colina Firtha, »The Department of Nothing«, se je pojavilo v zbirki kratkih zgodb, imenovani Speaking with the Angel (2000). Zbirko je urejal Nick Hornby, dobiček od prodaje pa so darovali dobrodelni organizaciji TreeHouse Trust, ki zbira denar za avtistične otroke. Colin Firth je Nicka Hornbyja spoznal že med snemanjem filma Fever Pitch (1997). Sodeloval je tudi pri pisanju knjige We Are One: A Celebration of Tribal Peoples, izdane leta 2009. Knjiga govori o kulturi ljudi po svetu, upodablja njihovo raznolikost in grožnjami, s katerimi se soočajo. Pri knjigi je sodelovalo še veliko pisateljev iz zahoda, kot so Laurens van der Post, Noam Chomsky in Claude Lévi-Strauss; vključuje tudi komentarje raznih ljudi, ki so odraščali na manj razvitih področjih, kot sta Davi Kopenawa Yanomami in Roy Sesana. Zaslužek od prodaje knjige je bil doniran dobrodelni organizaciji Survival International.

## Zasebno življenje
Colin Firth živi v Chiswicku, London. Leta 1989 je začel z zvezo z igralko Meg Tilly, svojo soigralko iz filma Valmont. Leta 1990 je rodila sina, Williama »Willa« Josepha Firtha, in družina se je ustalila blizu Lower Mainlanda, Britanska Kolumbija, Kanada. Colin Firth tudi po razhodu z Meg Tilly vzdržuje stike s svojim sinom in njenimi otroci, za katere je bil očim. Leta 1994, ko sta se razšla, je začel z razmerjem z igralko Jennifer Ehle, svojo soigralko iz televizijske serije Prevzetnost in pristranost; par se je nazadnje razšel. Colin Firth se je poročil z italijansko filmsko producentko in režiserko Livio Giuggioli, s katero živita tako v Italiji kot v Londonu. Par ima dva sinova, Luco (rojen marca 2001) in Mattea (rojen avgusta 2003).
Aprila leta 2011 se je Colin Firth uvrstil na seznam »100 najvplivnejših ljudi na svetu« revije Time.

## Aktivizem
Colin Firth že več let podpira Survival International, nevladno organizacijo, ki brani pravice plemenskih ljudi. Leta 2001 je povedal: »Moje zanimanje za plemenske ljudi traja že več let... in organizacijo [Survival] podpiram že vse od začetka.« Leta 2003 je med promocijo filma Pravzaprav ljubezen je spregovoril v obrambo Bocvancev in kritiziral bocvansko vlado zaradi izselitve Bušmanov iz rezervata Central Kalahari Game v Gano. O Bušmanih je povedal: »Ti ljudje niso ostanki prejšnjega obdobja, ki jih moramo civilizirati. To so ljudje, ki so sposobni še naprej živeti na ozemlju, ki po pravici pripada njim in so se z 21. stoletjem soočili s samozavestijo, ki jim jo lahko ljudje v tako imenovanem razvitem svetu samo zavidamo.«
Colin Firth je sodeloval tudi pri kampanji za ustavitev deportacije skupine prosilcev za azil, saj je menil, da bi jih lahko ob njihovi vrnitvi v republiko Kongo umorili. Colin Firth je dejal: »Zdi se mi, da je osnovni temelj civilizacije pomoč ljudem. Mislim, da je neverjetno boleče opazovati razočarane ljudi v naši skupnosti, ki jih velikokrat prezremo. To se zgodi zelo hitro. To je igra tabloidov in srednjeangleških ksenofobov. To me razbesni. In vsi ljudje iz vlade, za katere smo imeli nekoč tako visoke upe.« Zaradi kampanje medicinske sestre iz Konga zadnji hip niso deportirali.
Colin Firth je sodeloval tudi pri Oxfamovi globalni kampanji Make Trade Fair, pri kateri so sodelovale še mnoge druge slavne osebnosti, s čimer so nameravali pritegniti več pozornosti za težave, ki so jih s kampanjo želeli odpraviti. Kampanija se je osredotočala na mnoge trgovinske prakse, ki so jih označili za nepravične do producentov tretjega sveta, vključno z odpuščanjem, visokimi uvoznimi tarifami in delovnimi pravicami kot so na primer pravične plače. Colin Firth še naprej ostaja zelo predan namenu kampanje in se še naprej trudi za pravičnost v trgovski praksi, med drugim, na primer, podpira pravično trgovanje s kavo v svojem dnevnem življenju, saj verjame, da »če ostajaš predan vsemu temu, … moraš vse skupaj vplesti v svoje dnevno življenje.«
Colin Firth je s še nekaj drugimi slavnimi sodeloval pri otvoritvi okolju prijazne trgovine v zahodnem Londonu, imenovane Eco Eco. Trgovina pravično prodaja okolju prijazne izdelke, hkrati pa ponuja nasvete o tem, kako naj so prostori bolj energetsko učinkoviti.
Leta 2006 je v intervjuju s francosko revijo Madame Figaro so ga vprašali: »Quelles sont les femmes de votre vie?« (»Kdo so ženske tvojega življenja?«) Colin Firth je odvrnil: »Ma mère, ma femme et Jane Austen.« (»Moja mama, moja žena in Jane Austen.«) 19. oktobra 2007 je prejel častno diplomo z univerze v Winchestru. Oktobra 2009 je na londonskem filmskem festivalu Colin Firth oznanil, da je skupaj s svojo ženo Livio Giuggioli ustvaril filmsko in politično spletno stran, Brightwide.
Leta 2010 je Colin Firth med splošnimi volitvami oznanil, da podpira liberalne demokrate, pred tem pa je podpiral delavsko stranko; kot ključni razlog za spremembo odločitve je navedel kršenje pravic priseljencev in prosilcev za azil. Decembra 2010 je prenehal podpirati liberalne demokrate, saj naj bi ga razočarali zaradi svojih pogledov na šolnino. Dejal je, da trenutno ne podpira nobene politične stranke. Colin Firth podpira spremembo podpiranja političnih strank v britanskem političnem sistemu, zaradi česar je sodeloval tudi pri pisanju raznih knjig o alternativnem glasovanju za člane britanskega parlamenta v sklopu neuspešnega referenduma o alternativnem glasovanju leta 2011.
Leta 2011 je zaradi svojih dosežkov pri igranju prejel naslov poveljnika (CBE) reda britanskega imperija.

## Filmografija
| Leto | Naslov                         | Vloga                         | Opombe |
| ---- | ------------------------------ | ----------------------------- | --- |
| 1984 | Druga dežela                   | Tommy Judd                    | |
| 1984 | Camille                        | Armand Duval                  | Televizijski film |
| 1985 | 1919                           | (Mlajši) Alexander Scherbatov | |
| 1985 | Dutch Girls                    | Neil Truelove                 | Televizijski film |
| 1986 | Lost Empires                   | Richard Herncastle            | Televizijska miniserija |
| 1987 | A Month in the Country         | Tom Birkin                    | |
| 1987 | Pat Hobby:Teamed With Genius   | Rene Wilcox                   | PBS-jeva kratka specijalka |
| 1987 | The Secret Garden              | Starejši Colin Craven         | Hallmark Hall of Fame |
| 1988 | Tumbledown                     | Robert Lawrence               | Televizijski film Royal Television Society Award za najboljšega igralca Nominiran — British Academy Television Award za najboljšega igralca |
| 1989 | Apartment Zero                 | Adrian LeDuc                  | |
| 1989 | Valmont                        | Valmont                       | |
| 1990 | Femme Fatale                   | Joseph Prince                 | |
| 1990 | Wings of Fame                  | Brian Smith                   | |
| 1991 | Out of the Blue                | Alan                          | Televizijska igra |
| 1993 | Hostages                       | John McCarthy                 | Televizija - HBO |
| 1993 | The Hour of the Pig            | Richard Courtois              | Alias The Advocate |
| 1994 | Master of the Moor             | Stephen Whalby                | Britanski televizijski film |
| 1994 | Playmaker                      | Michael Condron/Ross Talbert  | Alias Death Date (Nemčija) |
| 1994 | The Deep Blue Sea              | Freddie Page                  | Britanska televizijska serija |
| 1995 | To so bili časi                | Simon Westward                | |
| 1995 | Prevzetnost in pristranost     | Fitzwilliam Darcy             | Televizijska miniserija Broadcasting Press Guild Award za najboljšega igralca Nominiran — British Academy Television Award za najboljšega igralca Nominiran — National Television Award za najpopularnejšega moškega |
| 1995 | The Widowing of Mrs. Holroyd   | Charles Holroyd               | Britanska televizijska igra |
| 1996 | Angleški pacient               | Geoffrey Clifton              | Nominiran — Screen Actors Guild Award za izstopajoči nastop igralske zasedbe v filmu |
| 1997 | A Thousand Acres               | Jess Clark                    | |
| 1997 | Fever Pitch                    | Paul Ashworth                 | |
| 1997 | Nostromo                       | Charles Gould                 | Televizijska miniserija |
| 1998 | Zaljubljeni Shakespeare        | Lord Wessex                   | Screen Actors Guild Award za izstopajoči nastop igralske zasedbe v filmu |
| 1999 | Blackadder: Back & Forth       | William Shakespeare           | Kratki film |
| 1999 | Donovan Quick                  | Donovan Quick/Daniel Quinn    | Britanska televizijska serija |
| 1999 | My Life So Far                 | Edward Pettigrew              | |
| 1999 | The Secret Laughter of Women   | Matthew Field                 | |
| 1999 | The Turn of the Screw          | Gospodar                      | Gledališče Masterpiece |
| 2000 | Relative Values                | Peter Ingleton                | |
| 2001 | Dnevnik Bridget Jones          | Mark Darcy                    | European Film Awards Audience Award za najboljšega stranskega igralca Nominiran — BAFTA Award za najboljšega stranskega igralca Nominiran — Satellite Award za najboljšega igralca – Glasbeni film ali komedija |
| 2001 | Conspiracy                     | Wilhelm Stuckart              | Televizija - HBO Nominiran — Emmy Award za izstopajočega stranskega igralca – Miniserija ali film Nominiran — Satellite Award za najboljšega stranskega igralca – Serija, miniserija ali televizijski film |
| 2001 | We Know Where You Live         | On                            | Film za promocijo organizacije Amnesty International |
| 2001 | Londinium                      | Allen Portland                | Televizija - HBO alias Fourplay |
| 2002 | Važno se je imenovati Ernest   | Jack Worthing                 | |
| 2003 | Dekle z bisernim uhanom        | Johannes Vermeer              | Nominiran — European Film Awards Audience Award za najboljšega igralca |
| 2003 | Hope Springs                   | Colin Ware                    | |
| 2003 | Pravzaprav ljubezen            | Jamie Bennett                 | Nominiran — Phoenix Film Critics Society Award za najboljšo igralsko zasedbo |
| 2003 | Kar si dekle želi              | Henry Dashwood                | |
| 2004 | Bridget Jones: Na robu pameti  | Mark Darcy                    | |
| 2004 | Travma                         | Ben Slater                    | |
| 2005 | Varuška McPhee                 | Cedric Brown                  | |
| 2005 | Gola resnica                   | Vince Collins                 | |
| 2006 | Born Equal                     | Mark Armitage                 | Britanski televizijski film |
| 2007 | Poslednja legija               | Aurelius                      | |
| 2007 | Se spominjaš očeta?            | Blake Morrison                | Nominiran — British Independent Film Award za najboljšega stranskega igralca |
| 2007 | Nato me je našla               | Frank                         | |
| 2007 | Vražje punce iz sv. Triniana   | Geoffrey Thwaites             | |
| 2007 | In Prison My Whole Life        | On                            | |
| 2008 | Naključni mož                  | Richard Bratton               | |
| 2008 | Mamma Mia!                     | Harry Bright                  | Nominiran — National Movie Award za najboljši moški nastop |
| 2008 | Krhke vrednote                 | Jim Whittaker                 | |
| 2008 | Genova                         | Joe                           | |
| 2009 | Božična pesem                  | Fred                          | |
| 2009 | Dorian Gray                    | Lord Henry Wotton             | |
| 2009 | Samski moški                   | George Falconer               | Austin Film Critics Association Award za najboljšega igralca BAFTA Award za najboljšega igralca v glavni vlogi Chlotrudis Award za najboljšega igralca Detroit Film Critics Society Award za najboljšega igralca London Film Critics Circle Award za britanskega igralca leta San Diego Film Critics Society Award za najboljšega igralca San Francisco Film Critics Circle Award za najboljšega igralca Nagrada mednarodnega filmskega festivala v Santa Barbari za izstopajoči nastop leta Vancouver Film Critics Circle Award za najboljšega igralca Nagrada beneškega filmskega festivala – Pokal Volpi Nominiran — Oskar za najboljšega igralca Nominiran — Broadcast Film Critics Association Award za najboljšega igralca Nominiran — Dallas-Fort Worth Film Critics Association Award za najboljšega igralca Nominiran — Zlati globus za najboljšega igralca – Filmska drama Nominiran — Independent Spirit Award za najboljšega glavnega moškega igralca Nominiran — Satellite Award za najboljšega igralca – Filmska drama Nominiran — Screen Actors Guild Award za izstopajoči nastop moškega igralca v glavni vlogi Nominiran — Toronto Film Critics Association Award za najboljšega igralca Nominiran — Washington D.C. Area Film Critics Association za najboljšega igralca |
| 2009 | Vražje punce iz sv. Triniana 2 | Geoffrey Thwaites             | |
| 2010 | Kraljev govor                  | Kralj Jurij VI.               | Oskar za najboljšega igralca Alliance of Women Film Journalists Eda Award za najboljšega igralca Austin Film Critics Association Award za najboljšega igralca BAFTA Award za najboljšega igralca v glavni vlogi British Independent Film Award za najboljšega igralca Broadcast Film Critics Association Award za najboljšega igralca Chicago Film Critics Association za najboljšega igralca Denver Film Critics Society Award za najboljšega igralca Detroit Film Critics Society Award za najboljšega igralca Florida Film Critics Circle Award za najboljšega igralca Zlati globus za najboljšega igralca – Filmska drama Iowa Film Critics Award za najboljšega igralca Italian Online Movie Award za najboljšega igralca v glavni vlogi Kansas City Film Critics Circle Award za najboljšega igralca London Film Critics Circle Award za britanskega igralca leta London Film Critics Circle Award za igralca leta Los Angeles Film Critics Association Award za najboljšega igralca National Movie Award nastop leta New York Film Critics Circle Award za najboljšega igralca North Texas Film Critics Award za najboljšega igralca Online Film Critics Society Award za najboljšega igralca Phoenix Film Critics Society Award za najboljšega igralca San Francisco Film Critics Circle Award za najboljšega igralca Satellite Award za najboljšega igralca – Filmska drama Screen Actors Guild Award za izstopajoči nastop igralske zasedbe v filmu Screen Actors Guild Award za izstopajoči nastop moškega igralca v glavni vlogi Southeastern Film Critics Association Award za najboljšega igralca St. Louis Gateway Film Critics Association Award za najboljšega igralca Vancouver Film Critics Circle Award za najboljšega igralca Washington D.C. Area Film Critics Association Award za najboljšega igralca Nominiran — Central Ohio Film Critics Association Award za najboljšega igralca Nominiran — Chlotrudis Award za najboljšega igralca Nominiran — Dallas-Fort Worth Film Critics Association Award za najboljšega igralca Nominiran — Evening Standard British Film Award za najboljšega igralca Nominiran — Houston Film Critics Society Award za najboljšega igralca Nominiran — Las Vegas Film Critics Society Award za najboljšega igralca Nominiran — San Diego Film Critics Society Award za najboljšega igralca Nominiran — Toronto Film Critics Association Award za najboljšega igralca Nominiran — Utah Film Critics Association Award za najboljšega igralca |
| 2010 | Main Street                    | Tom Phillips                  | |
| 2010 | Steve                          | Steve                         | Kratki film s Keiro Knightley |
| 2011 | Tinker, Tailor, Soldier, Spy   | Bill Haydon                   | V snemanju |
| 2012 | Gambit                         | Harry Deane                   | V snemanju |